# 19. (Bayerisches) Infanterie-Regiment (Reichswehr)
19. (Bayerisches) Infanterie-Regiment war die Bezeichnung eines Regiments der Reichswehr mit Regimentsstab in München (vgl.: Bayerische Reichswehr).

## Geschichte
Das Regiment wurde am 1. Januar 1921 aus den Reichswehr-Schützen-Regimentern 41 und 42 des Übergangsheeres gebildet. Am 29. Mai 1922 erhielt das Regiment zusätzlich zu seinem Namen die landsmannschaftliche Bezeichnung „Bayerisches“.
An der Niederschlagung des Hitlerputsches beteiligte sich das III. Bataillon des Regiments. Es verblieb aus Sicherheitsgründen bis 27. November 1923 in München und kehrte dann in die Garnison zurück.
Im Zuge der Vergrößerung der Reichswehr (vgl.: Aufrüstung der Wehrmacht) wurde das Regiment 1934 in der ersten Aufstellungswelle geteilt und daraus die Infanterie-Regimenter München (IR 19) und Augsburg (IR 40) gebildet.
Die Uniform des Regiments trugen der General der Infanterie Adolf von Ruith und der General der Infanterie Karl von Prager.

### Garnisonen
- München: Regimentsstab, I. Bataillon mit Stab und 13. (MW)-Kompanie
- Augsburg: II. Bataillon mit Stab
- Kempten/Lindau: III. Bataillon mit Stab
- Landshut: Ausbildungs-Bataillon

### Kommandeure
| Nr. | Name                           | Beginn der Berufung | Ende der Berufung  |
| --- | ------------------------------ | ------------------- | ------------------ |
| 1.  | Oberst Friedrich von Haack     | 01. Januar 1921     | 31. Januar 1922    |
| 2.  | Oberst Adolf von Ruith         | 01. Februar 1922    | 30. Oktober 1923   |
| 3.  | Oberst Martin von Dittelberger | 01. November 1923   | 31. Januar 1925    |
| 4.  | Oberst Karl von Prager         | 01. Februar 1925    | 31. Januar 1927    |
| 5.  | Oberst Hugo von Pflügel        | 01. Februar 1927    | 31. März 1928      |
| 6.  | Oberst Wilhelm Adam            | 01. April 1928      | 30. September 1929 |
| 7.  | Oberst Hans von Hößlin         | 01. Oktober 1929    | 31. Januar 1931    |
| 8.  | Oberst Max Schindler           | 01. Februar 1931    | 28. Februar 1933   |
| 9.  | Oberst Karl Graf               | 01. März 1933       | 31. Juli 1935      |

## Organisation

### Verbandszugehörigkeit
Das Regiment unterstand dem Infanterieführer VII der 7. (Bayerische) Division in München.

### Gliederung
Das Regiment bestand neben dem Regimentsstab mit Nachrichtenstaffel aus
I. Bataillon mit Stab und Nachrichtenstaffel, hervorgegangen aus dem Reichswehr-Schützen-Regiment 41,
II. Bataillon mit Stab und Nachrichtenstaffel, hervorgegangen aus dem Reichswehr-Schützen-Regiment 42,
III. Bataillon mit Stab und Nachrichtenstaffel, hervorgegangen aus dem Reichswehr-Schützen-Regiment 42,
Ergänzungs-Bataillon, ab 23. März 1921 Ausbildungs-Bataillon, hervorgegangen aus dem Reichswehr-Schützen-Regiment 41.
Jedes Feld-Bataillon gliederte sich zu drei Kompanien zu je drei Offizieren und 161 Unteroffizieren und Mannschaften (3/161) sowie einer MG-Kompanie (4/126). Insgesamt bestand ein Bataillon aus 18 Offizieren und Beamten (einschließlich Sanitätsoffizieren) und 658 Mann.

## Bewaffnung und Ausrüstung

### Hauptbewaffnung
Die Schützen waren mit dem Karabiner K98a ausgerüstet. Jeder Zug besaß ein leichtes Maschinengewehr MG 08/15.
In den MG-Kompanien bestanden jeweils der 1. Zug aus drei Gruppen mit drei schweren Maschinengewehren MG 08 auf Lafette, vierspännig gezogen, der 2. bis 4. Zug aus drei Gruppen mit drei schweren Maschinengewehren MG 08 auf Lafette, zweispännig gezogen.
Die schwersten Waffen des Regiments waren die Minenwerfer in der 13. Kompanie. Der 1. Zug war mit zwei mittleren Werfern 17 cm, vierspännig gezogen, ausgerüstet, der 2. und 3. Zug mit drei leichten Werfern 7,6 cm, zweispännig gefahren.

## Sonstiges

### Traditionsübernahme
Das Regiment übernahm 1921 die Tradition der alten Regimenter.
- 1. Kompanie: Infanterie-Leib-Regiment
- 2. Kompanie: Infanterie-Leib-Regiment
- 3. Kompanie: 1. Infanterie-Regiment „König“
- 4. Kompanie: 2. Infanterie Regiment „Kronprinz“
- 5. Kompanie: 3. Infanterie-Regiment „Prinz Karl von Bayern“
- 6. Kompanie: 1. Infanterie-Regiment „König“
- 7. Kompanie: 3. Infanterie-Regiment „Prinz Karl von Bayern“
- 8. Kompanie: 1. Infanterie-Regiment „König“
- 9. Kompanie: 20. Infanterie-Regiment „Prinz Franz“
- 10. Kompanie: 1. Jägerbataillon „König“
- 11. Kompanie: 12. Infanterie-Regiment „Prinz Arnulf“
- 12. Kompanie: 1. Jägerbataillon „König“
- 13. Kompanie: Bayerische Minenwerfer-Truppe
- 14. Kompanie: 16. Infanterie-Regiment „Großherzog Ferdinand von Toskana“
- 15. Kompanie: 2. Infanterie Regiment „Kronprinz“
- 16. Kompanie: 2. Infanterie Regiment „Kronprinz“